# Misje dyplomatyczne Bośni i Hercegowiny

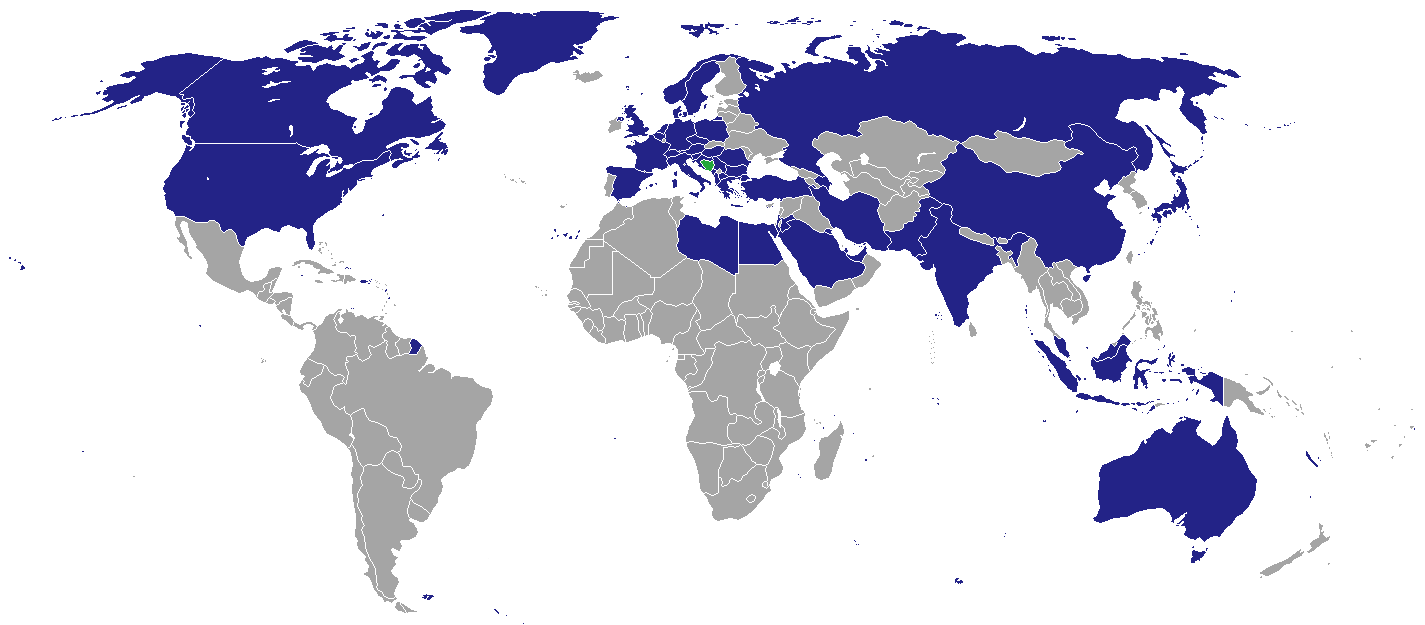
Kraje, w których Bośnia i Hercegowina ma swoje przedstawicielstwa dyplomatyczne

Misje dyplomatyczne Bośni i Hercegowiny – przedstawicielstwa dyplomatyczne Bośni i Hercegowiny przy innych państwach i organizacjach międzynarodowych. Poniższa lista zawiera wykaz obecnych ambasad i konsulatów zawodowych. Nie uwzględniono konsulatów honorowych.

## Europa
- Albania
  - Tirana (Ambasada)
- Austria
  - Wiedeń (Ambasada)
- Belgia
  - Bruksela (Ambasada)
- Bułgaria
  - Sofia (Ambasada)
- Chorwacja
  - Zagrzeb (Ambasada)
- Czarnogóra
  - Podgorica (Ambasada)
- Czechy
  - Praga (Ambasada)
- Dania
  - Kopenhaga (Ambasada)
- Francja
  - Paryż (Ambasada)
- Grecja
  - Ateny (Ambasada)
- Hiszpania
  - Madryt (Ambasada)
- Holandia
  - Haga (Ambasada)
- Macedonia Północna
  - Skopje (Ambasada)
- Niemcy
  - Berlin (Ambasada)

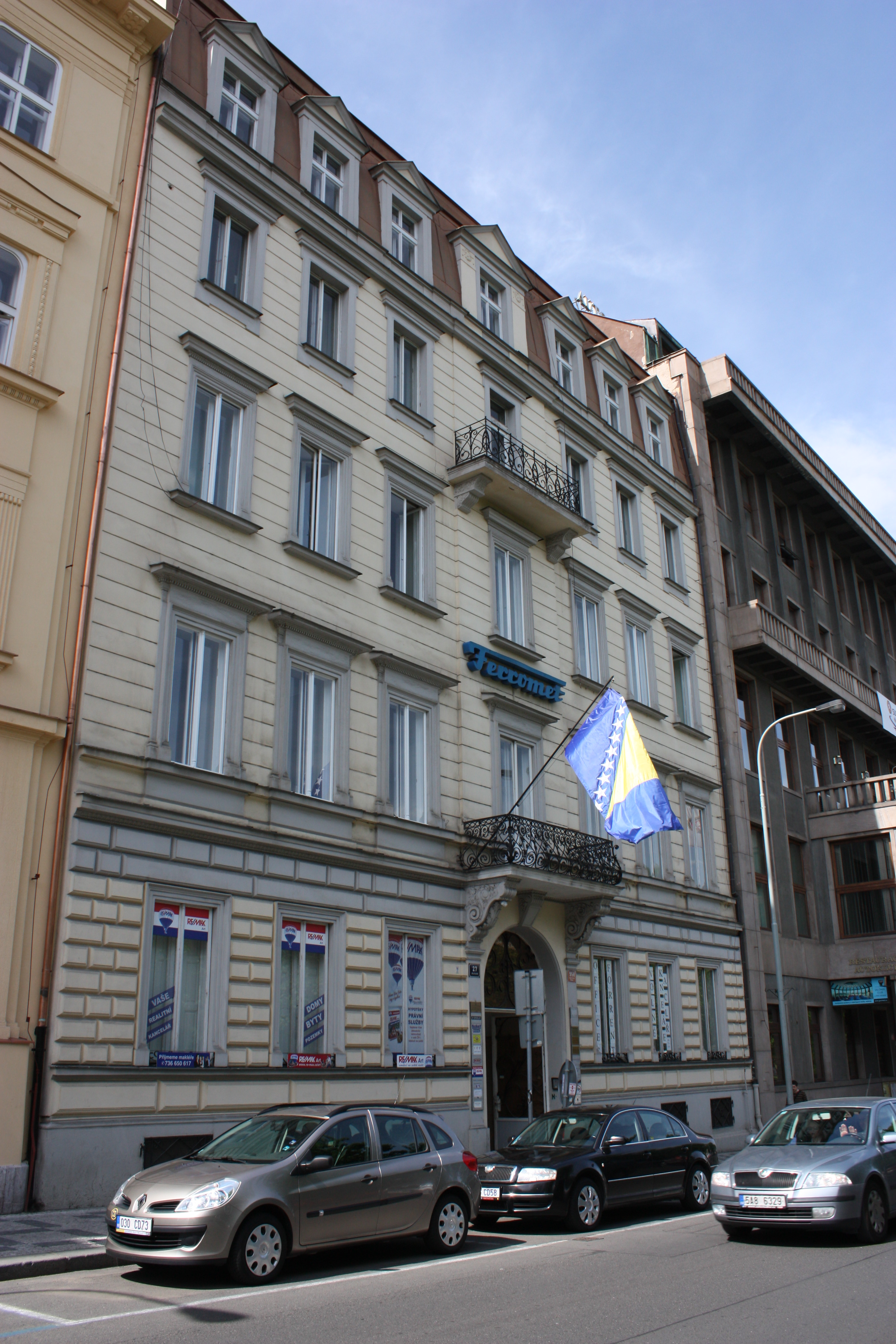
Ambasada Bośni i Hercegowiny w Pradze

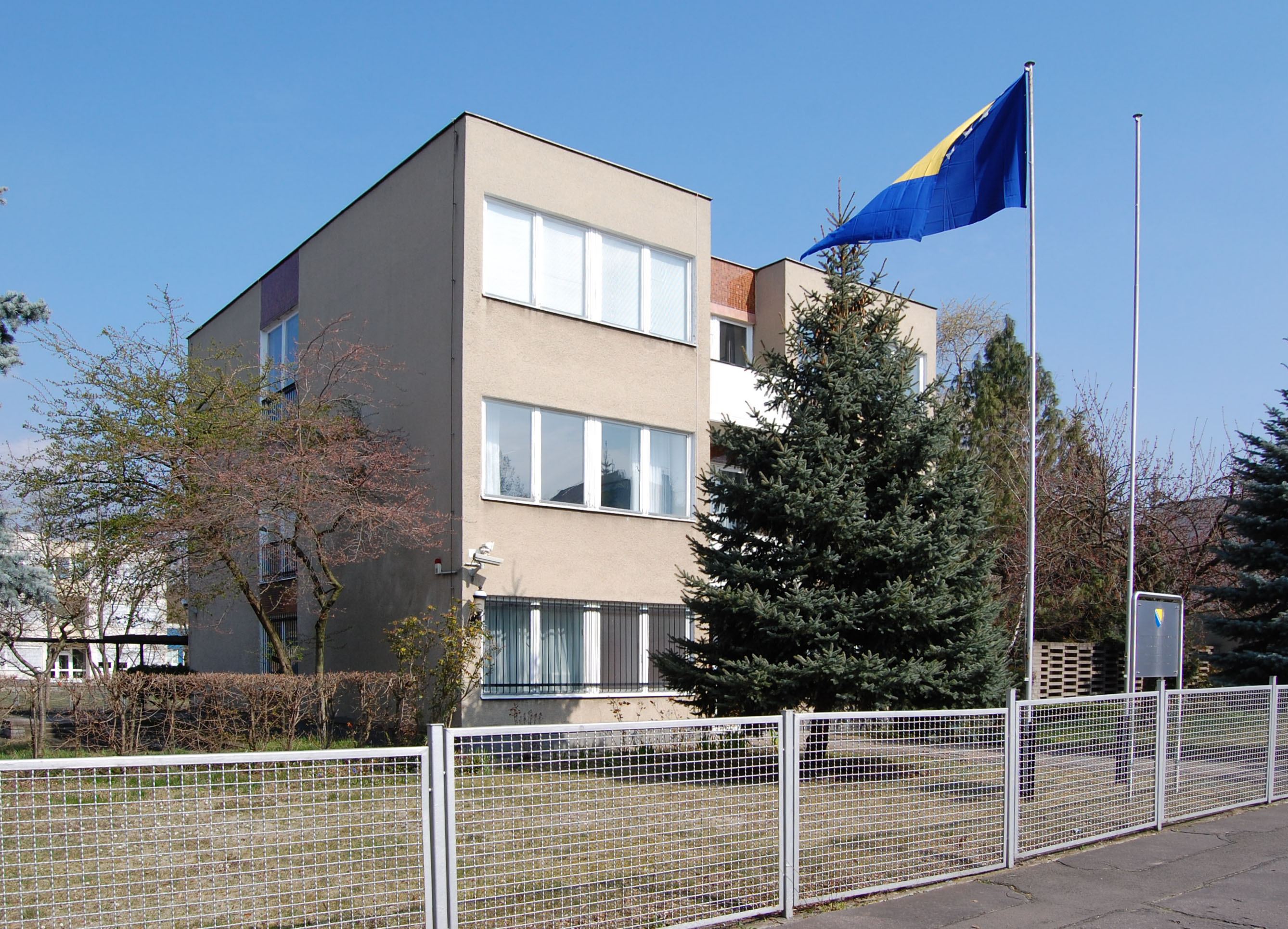
Ambasada Bośni i Hercegowiny w Berlinie

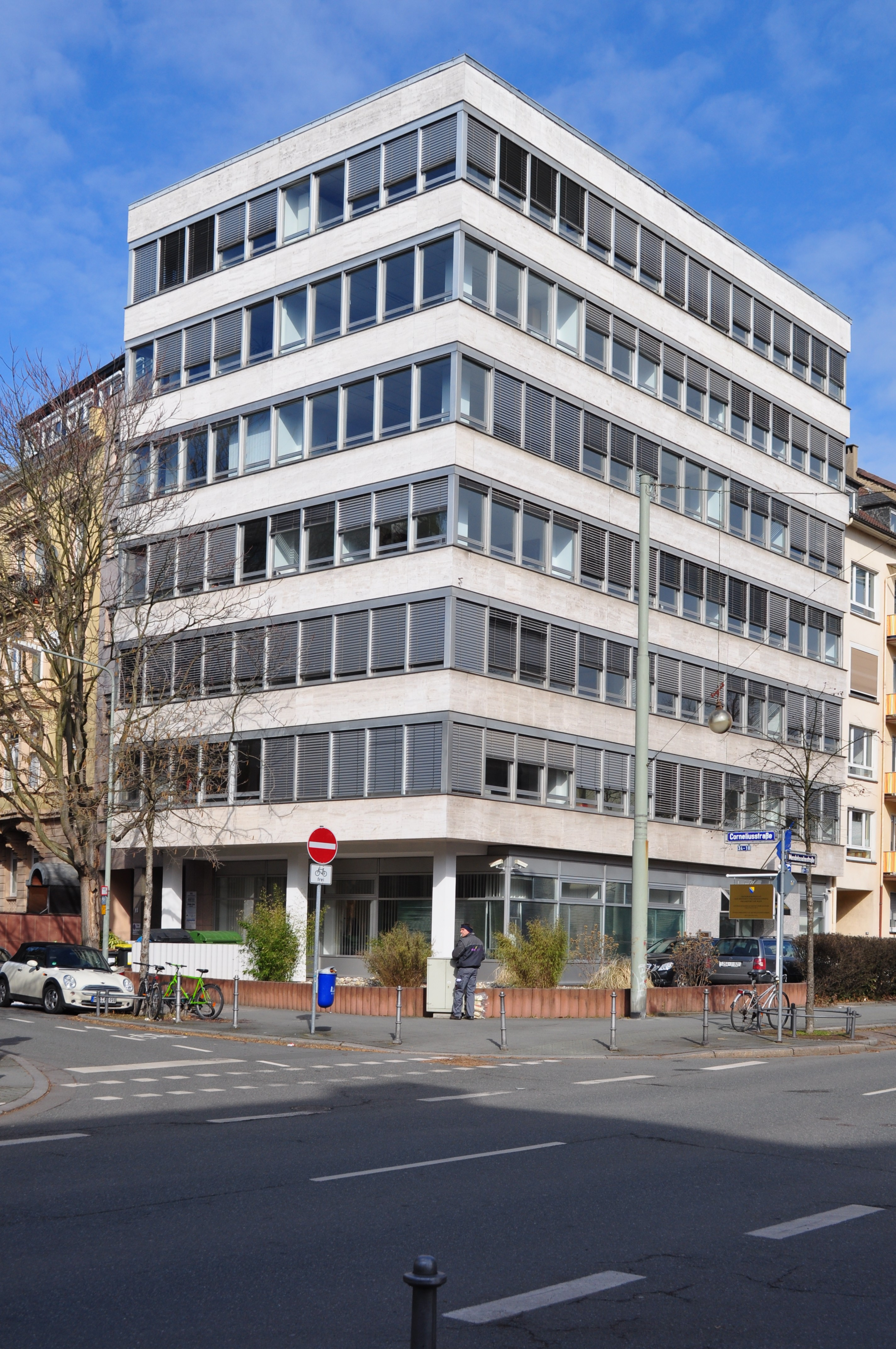
Konsulat Generalny Bośni i Hercegowiny we Frankfurcie

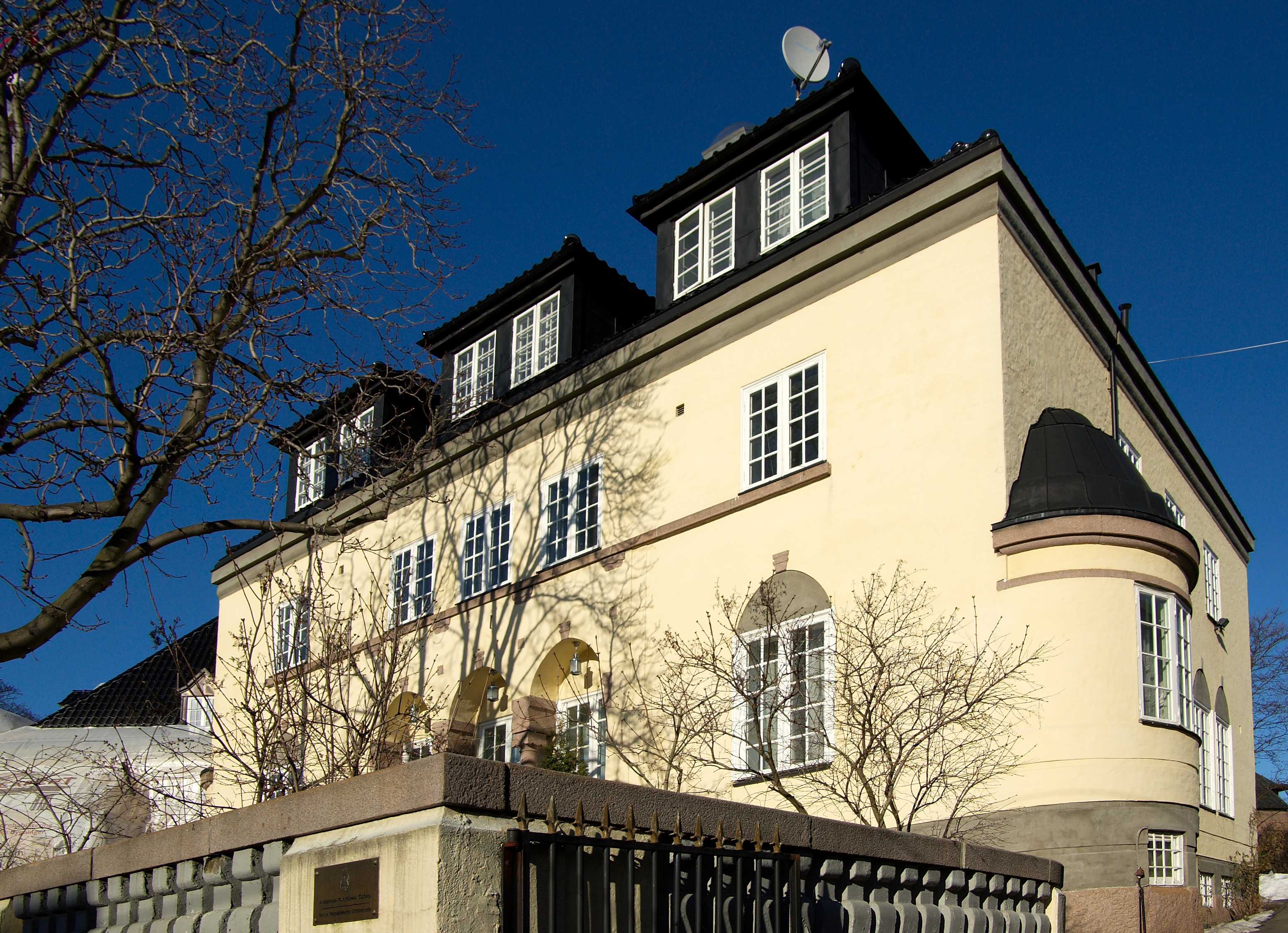
Ambasada Bośni i Hercegowiny w Oslo

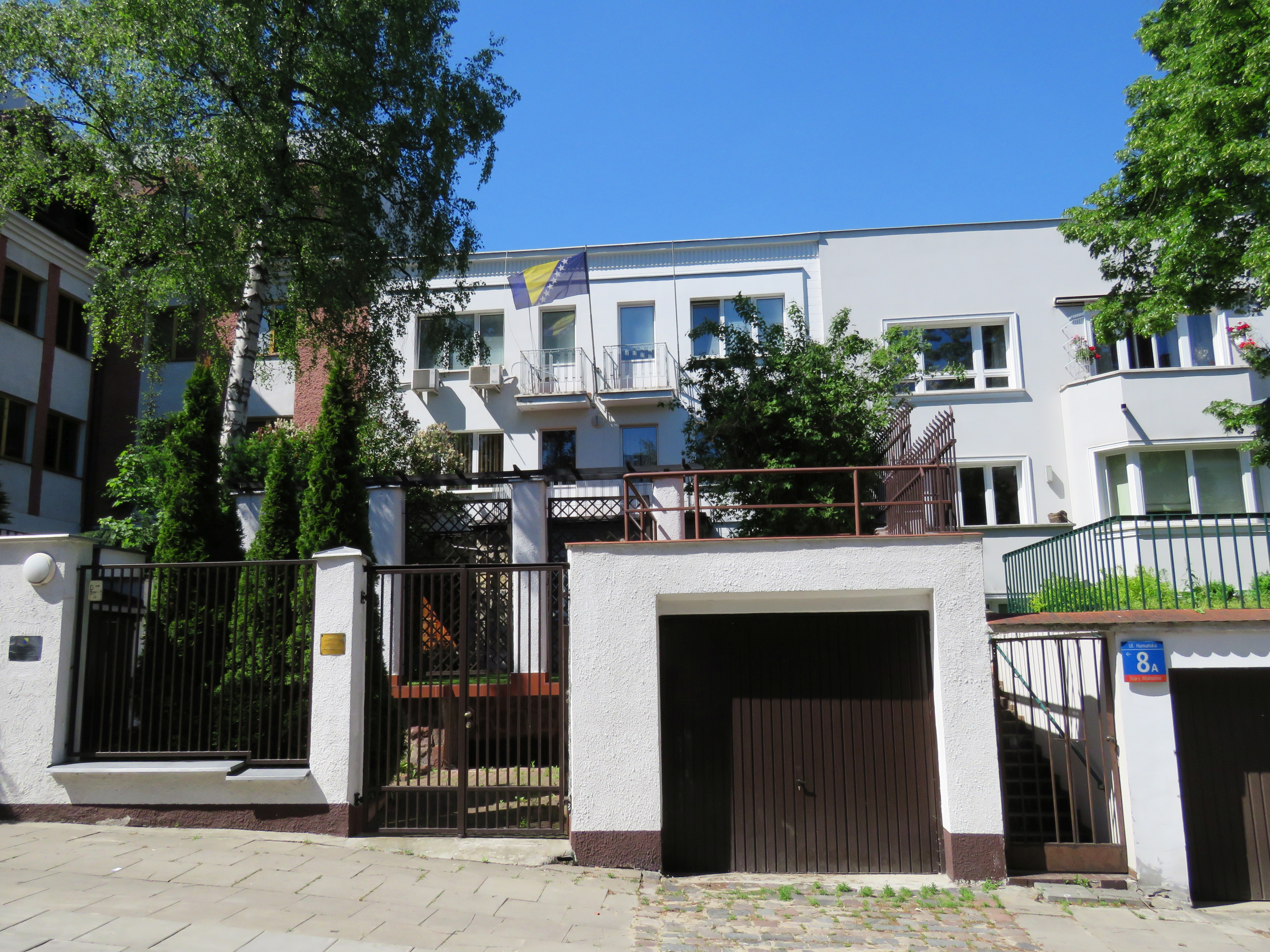
Ambasada Bośni i Hercegowiny w Warszawie

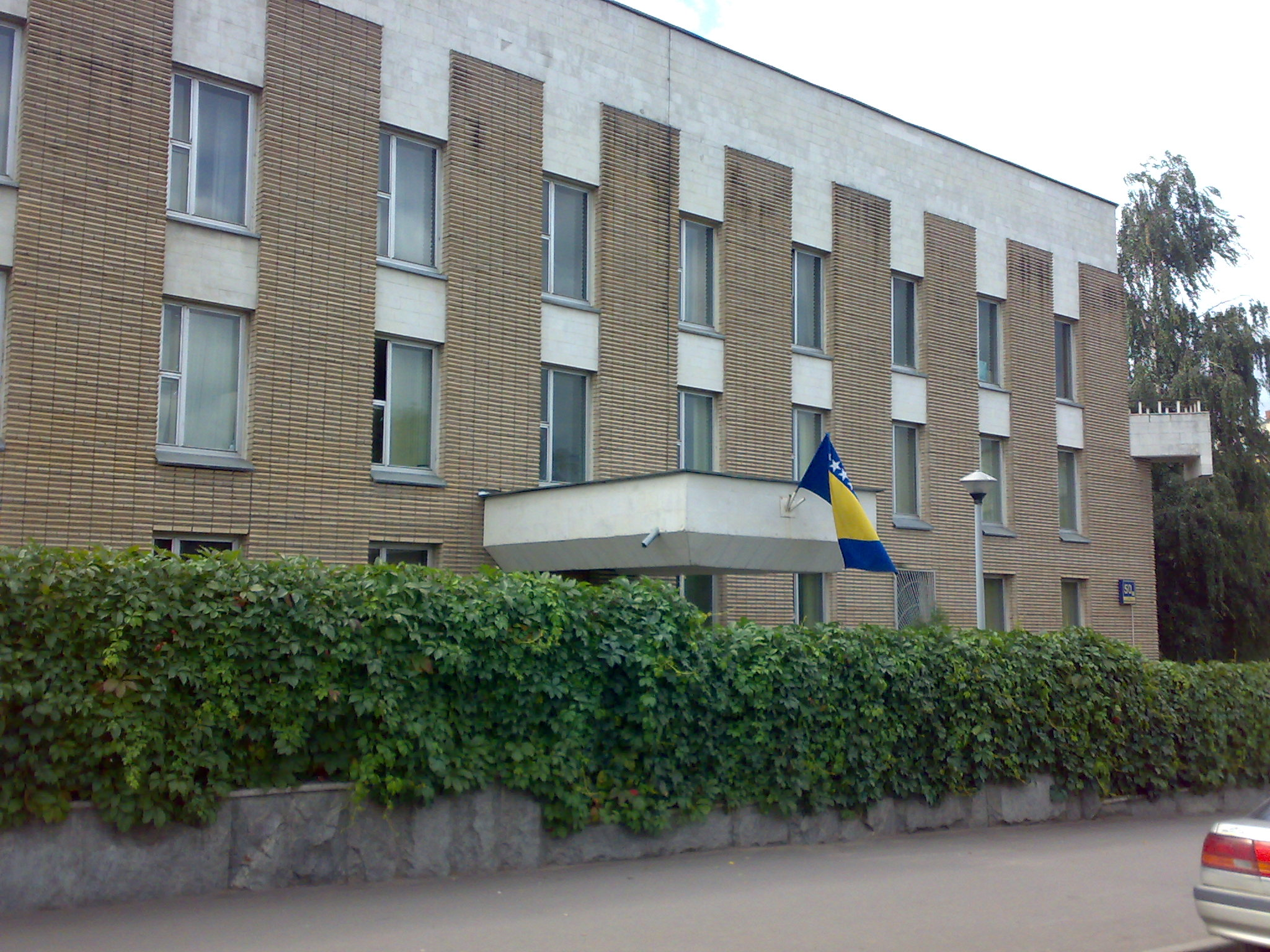
Ambasada Bośni i Hercegowiny w Moskwie

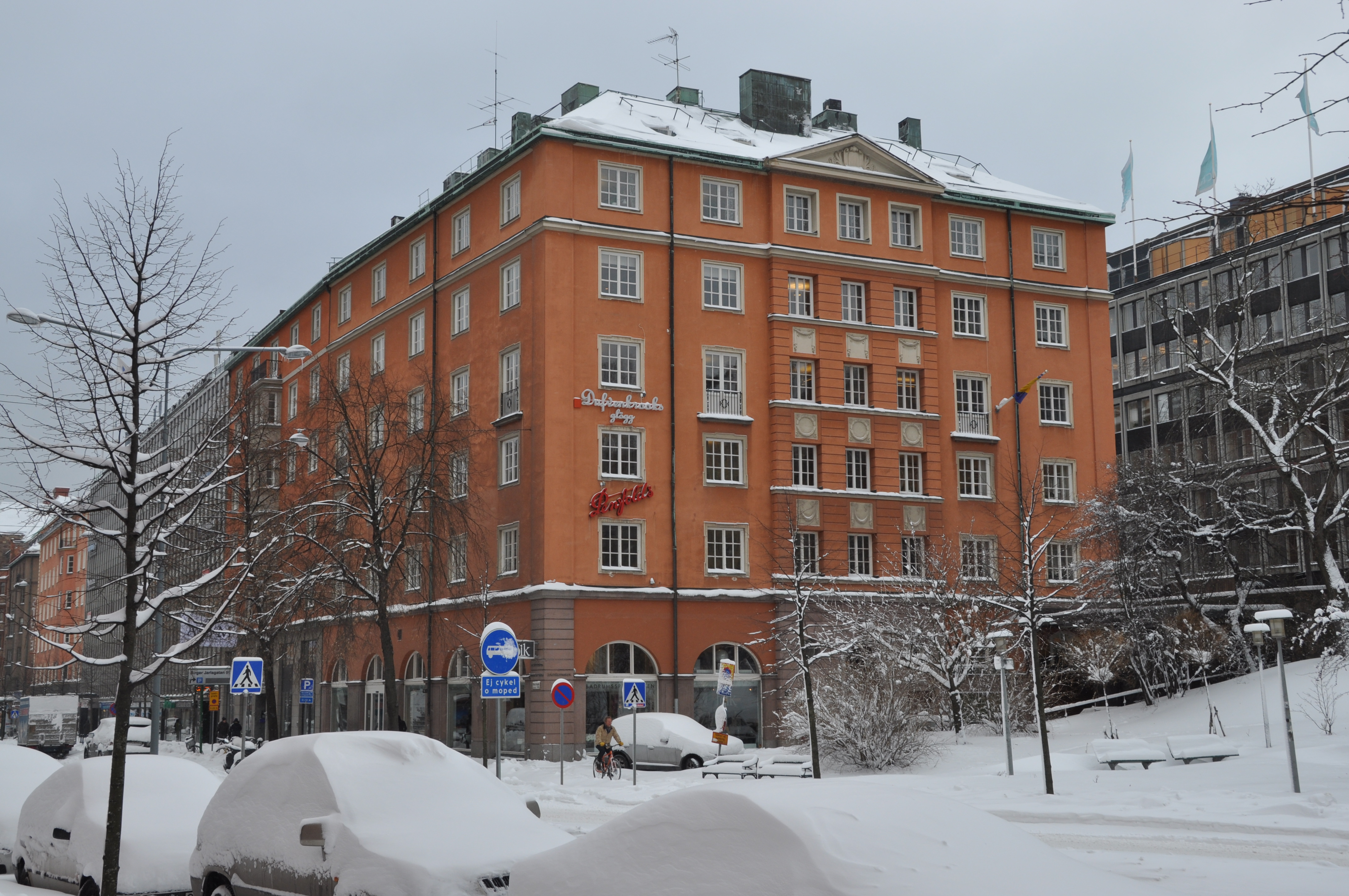
Ambasada Bośni i Hercegowiny w Sztokholmie

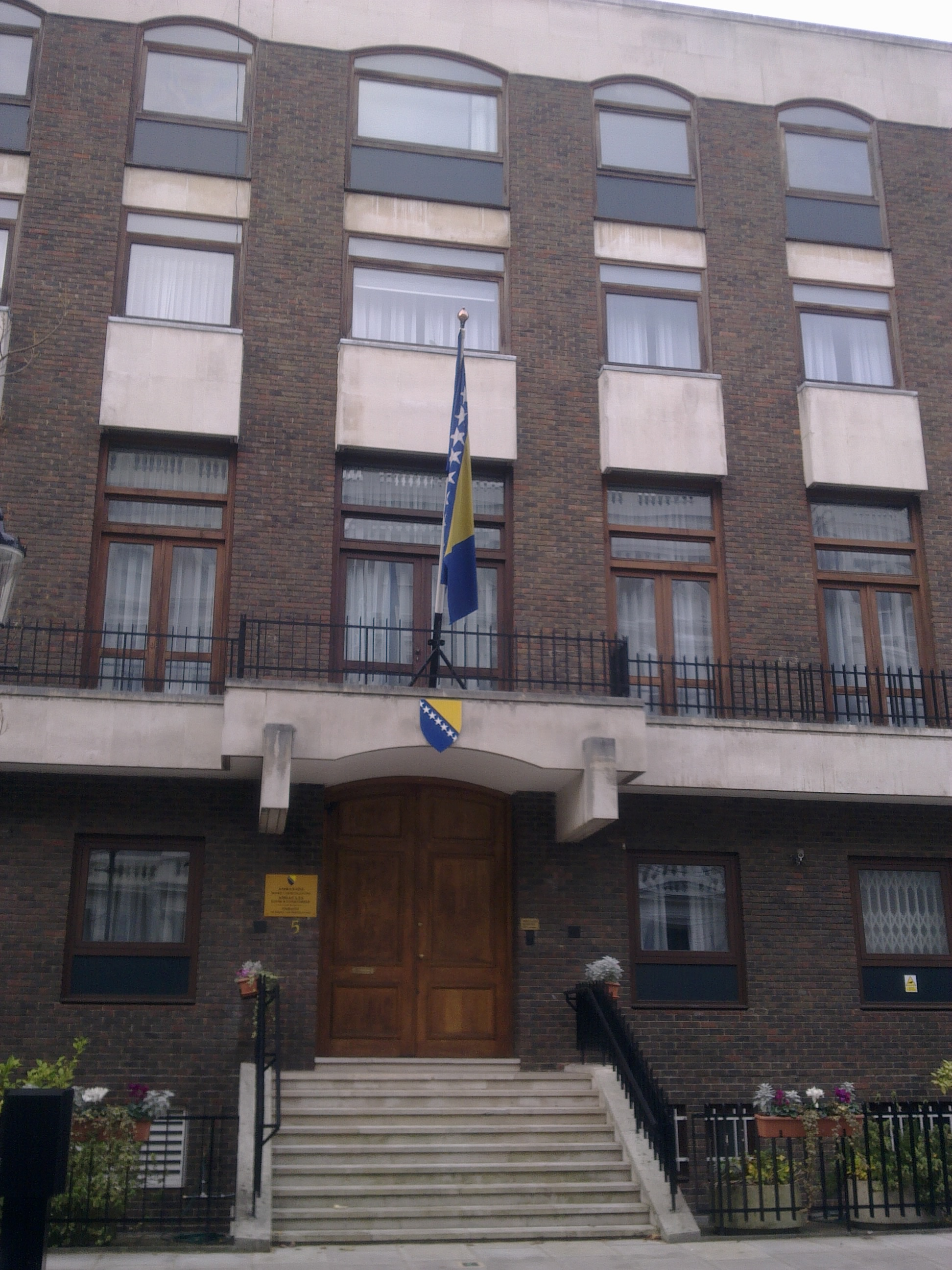
Ambasada Bośni i Hercegowiny w Londynie

  - Frankfurt nad Menem (Konsulat generalny)
  - Monachium (Konsulat generalny)
  - Stuttgart (Konsulat generalny)
- Norwegia
  - Oslo (Ambasada)
- Polska
  - Warszawa (Ambasada)
- Rosja
  - Moskwa (Ambasada)
- Rumunia
  - Bukareszt (Ambasada)
- Serbia
  - Belgrad (Ambasada)
- Słowenia
  - Lublana (Ambasada)
- Stolica Apostolska
  - Rzym (Ambasada)
- Szwajcaria
  - Berno (Ambasada)
- Szwecja
  - Sztokholm (Ambasada)
- Turcja
  - Ankara (Ambasada)
  - Stambuł (Konsulat generalny)
- Węgry
  - Budapeszt (Ambasada)
- Wielka Brytania
  - Londyn (Ambasada)
- Włochy
  - Rzym (Ambasada)
  - Mediolan (Konsulat generalny)

## Ameryka Północna, Środkowa i Karaiby

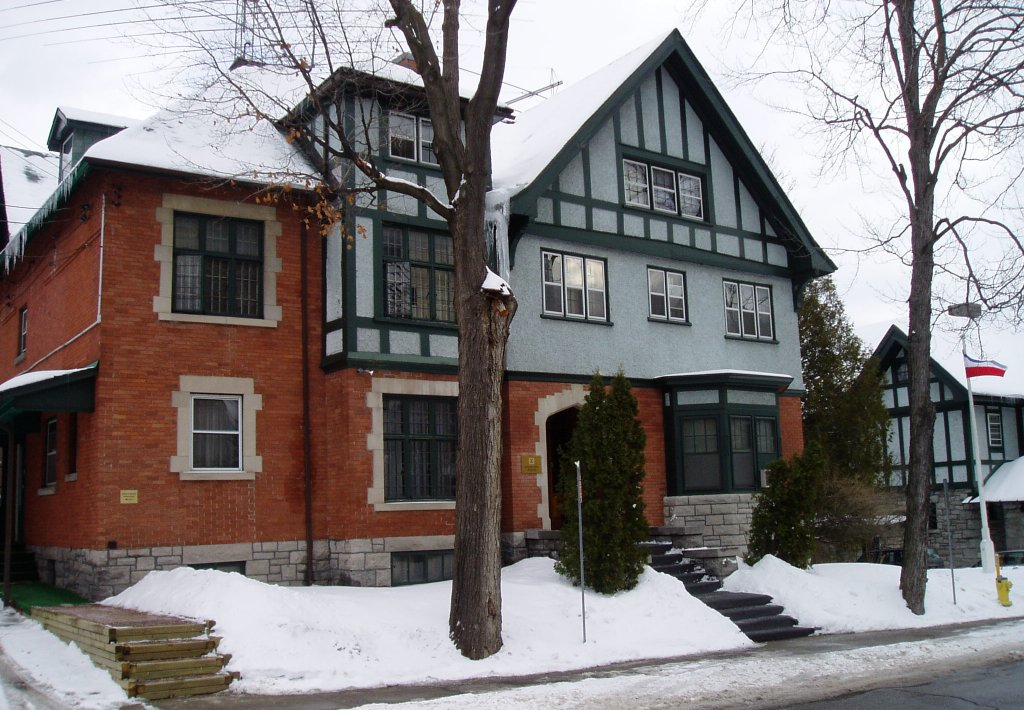
Ambasada Bośni i Hercegowiny w Ottawie

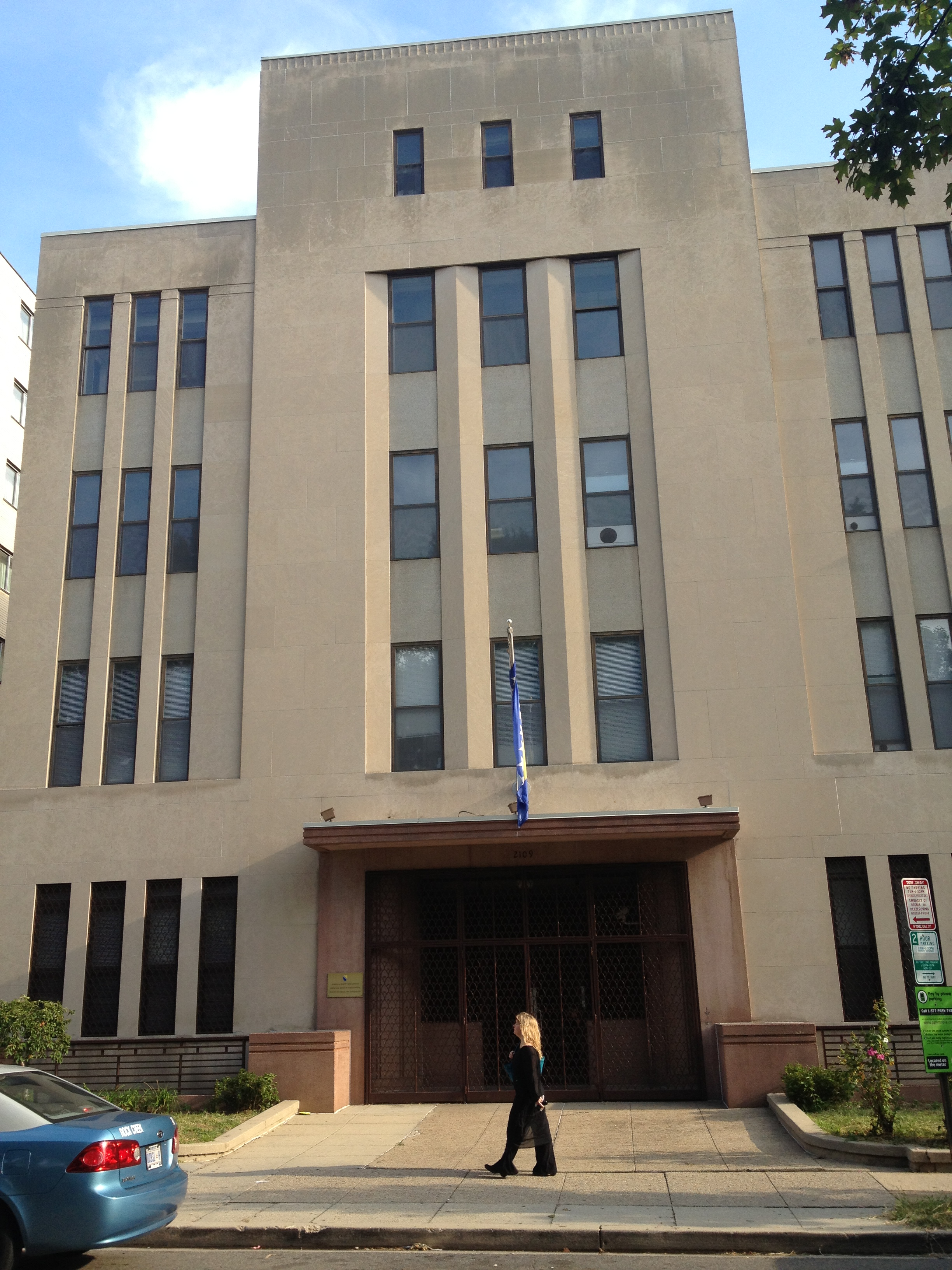
Ambasada Bośni i Hercegowiny w Waszyngtonie

- Kanada
  - Ottawa (Ambasada)
- Stany Zjednoczone
  - Waszyngton (Ambasada)
  - Chicago (Konsulat generalny)

## Afryka
- Egipt
  - Kair (Ambasada)
- Libia
  - Trypolis (Ambasada)

## Azja

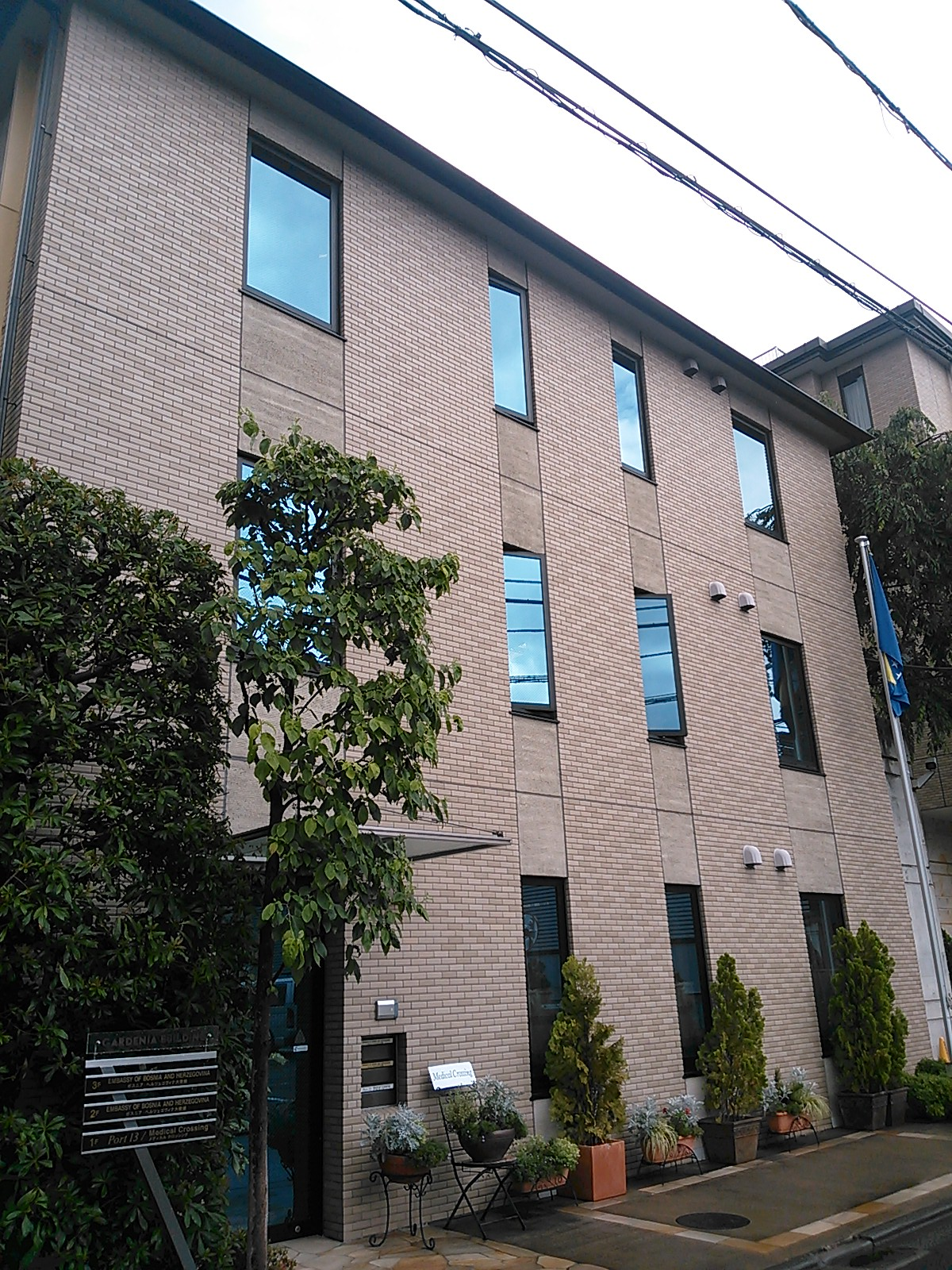
Ambasada Bośni i Hercegowiny w Tokio

- Arabia Saudyjska
  - Rijad (Ambasada)
- Chiny
  - Pekin (Ambasada)
- Indie
  - Nowe Delhi (Ambasada)
- Indonezja
  - Dżakarta (Ambasada)
- Iran
  - Teheran (Ambasada)
- Izrael
  - Tel Awiw-Jafa (Ambasada)
- Japonia
  - Tokio (Ambasada)
- Jordania
  - Amman (Ambasada)
- Katar
  - Doha (Ambasada)
- Kuwejt
  - Kuwejt (Ambasada)
- Malezja
  - Kuala Lumpur (Ambasada)
- Pakistan
  - Islamabad (Ambasada)
- Zjednoczone Emiraty Arabskie
  - Abu Zabi (Ambasada)

## Australia i Oceania

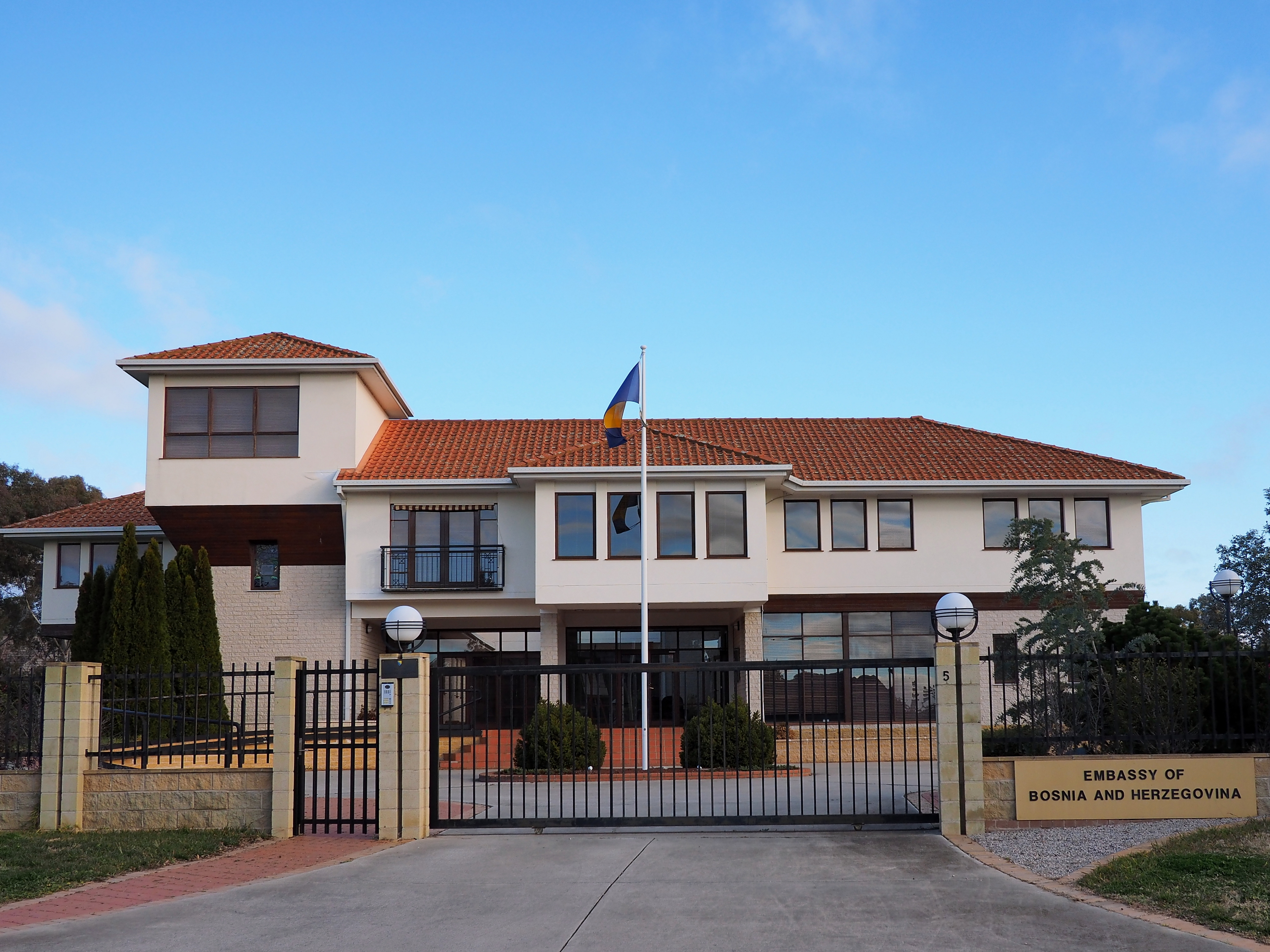
Ambasada Bośni i Hercegowiny w Canberze

- Australia
  - Canberra (Ambasada)

## Organizacje międzynarodowe
- Nowy Jork – Stałe Przedstawicielstwo przy Organizacji Narodów Zjednoczonych
- Genewa – Stałe Przedstawicielstwo przy Biurze Narodów Zjednoczonych i innych organizacjach
- Wiedeń – Stałe Przedstawicielstwo przy Biurze Narodów Zjednoczonych i Organizacji Bezpieczeństwa i Współpracy w Europie
- Bruksela – Stałe Przedstawicielstwo przy Unii Europejskiej i NATO
- Strasburg – Stałe Przedstawicielstwo przy Radzie Europy